# Sanaa El Aji
Sanaa El Aji (in arabo سناء العاجي‎?; Casablanca, 1977) è una sociologa, scrittrice e giornalista marocchina.

## Biografia
Nata a Casablanca nel 1977 da una modesta famiglia in un quartiere popolare, prima di dieci fratelli, El Aji iniziò la sua carriera di giornalista nella rivista Nichane, versione in arabo marocchino della rivista francofona TelQuel, nella quale curò tra settembre 2006 e ottobre 2010 la rubrica settimanale Batoul, nella quale ripercorse l'esperienza di una giovane donna emancipata e divorziata in opposizione alle convenzioni sociali.
Nel 2006 El Aji fu al centro di uno scandalo quando in un suo articolo incentrato sullo humor marocchino, alcune delle barzellette citate vennero accusate di offendere la sensibilità religiosa. El Aji e il caporedattore Driss Ksikes vennero condannati a sentenze di tre anni, poi sospese, da una corte a Casablanca per denigrazione all'Islam; i due ricevettero minacce di morte in seguito a un aggressivo servizio relativo all'episodio trasmesso nelle reti televisive nazionali. El Aji negò di voler offendere la sensibilità religiosa, scusandosi pubblicamente.
Negli anni successivi El Aji continuò a scrivere per varie pubblicazioni marocchine, curando una rubrica nel quotidiano arabofono Al Ahdath Al Maghribia. Conseguì nel 2016 un dottorato di ricerca in sociologia all'Università di Aix-Marseille. È autrice di vari romanzi; il suo libro più recente, basato sulla sua tesi di dottorato in sociologia, Sexualité et Célibat au Maroc : Pratiques et Verbalisation, è salito alla ribalta nazionale.
Nel 2019 fu tra i 490 firmatari di una petizione in favore delle libertà sessuali, insieme alla scrittrice Leïla Slimani, alla regista Sonia Terrab e all'ex ministra Hakima El Haite, iniziativa presa in seguito all'arresto della giornalista Hajar Raissouni.

## Opere
- Majnounatou Youssef (2003)
- Lettres à un jeune Marocain (2009)
- Femmes et religions (2014)
- Sexualité et Célibat au Maroc : Pratiques et Verbalisation (2018)